# Coraliomela
Coraliomela là một chi bọ cánh cứng trong họ Chrysomelidae.
Chi này được Jacobson miêu tả khoa học năm 1899.

## Các loài
Các loài trong chi này gồm:
- Coraliomela aeneoplagiata (Lucas, 1857)
- Coraliomela brunnea (Thunberg, 1821)
- Coraliomela quadrimaculata (Guérin-Méneville, 1840)
- Coraliomela vicina (Guérin-Méneville, 1840)